# Orahovica (kanton tuzlański)
Orahovica – wieś w Bośni i Hercegowinie, w Federacji Bośni i Hercegowiny, w kantonie tuzlańskim, w gminie Lukavac. W 2013 roku liczyła 332 mieszkańców, z czego większość stanowili Boszniacy.